# Vaste commissie voor Infrastructuur en Waterstaat
De Vaste commissie voor Infrastructuur en Waterstaat (I&W) is een Nederlandse Tweede Kamercommissie die zich bezighoudt met alle beleidsonderwerpen die onder de verantwoordelijkheid vallen van de minister van Infrastructuur en Waterstaat. Belangrijke thema's binnen dit beleidsveld zijn infrastructuur en vervoer, milieu, water en Europese regels.
De commissie voert regelmatig overleg met de minister van Infrastructuur en Waterstaat. Daarnaast spreken de commissieleden met organisaties en personen uit het werkveld, zoals bij rondetafelgesprekken en werkbezoeken. Wegens het belang van Europese regels zijn er ook contacten met de Europese Commissie en Europese parlementariërs in Brussel.

## Onderwerpen
Actuele kennisthema's waarmee de commissie zich in 2019 bezighoudt zijn:
- de effecten van de luchtvaart op de natuur
- de kosten en baten van vervoersmodaliteiten
- de regels voor ondernemers over waterkwaliteit (met name zwemwater en legionella)
- biomassa als grondstof.